# Сказание за Генджи
„Сказание за Генджи“ (на японски: 源氏物語, Генджи моногатари) е японски роман от началото на 11 век, класическо произведение на японската литература. Предполага се, че е написан от благородничката Мурасаки Шикибу в разцвета на периода Хеян.

## Сюжет
Внимание:  Текстът по-долу разкрива сюжета на произведението (или части от него)!
В основата на историята е любовната биография на принц Генджи – един от по-малките синове на императора.
Моногатари всъщност представлява сбор от три жанра: живопис, поезия и проза. Свитъкът моногатари се състои от рисунки и обяснения към тях. Читателите разгъват свитъка (хоризонтално) и гледат картинките, докато четат обясненията. В първоначалния си вид на моногатари не оцелява една история, включително и „Сказание за Генджи“, чиито текстове са взети от много по-късни копия, които, както изглежда, на свой ред са направени от по-ранни копия.
Романът представлява поредица от истории, всяка от които предава отделен епизод от личния живот на Генджи. Авторът пише с голям такт, съхранявайки позицията си на невъзмутим биограф, чужд на морализаторството или идеализацията. В продължение на 44 части (целият роман се състои от 54), героят с изискано отегчен вид покорява всички попаднали пред взора му жени, от високопоставени дами до слугините в двореца. Това любовно житие позволява на автора да покаже галерия на женските типажи в хеянския придворен свят. Героят не е надарен с конкретна взискателност: от наложницата на баща си, той се хвърля в обятията на млада придворна дама, а след това отива при друга, на която „носът е голям и червен, отвратителен като на слон“, докато накрая стигне до възрастна 58-годишна жена, опитвайки се по пътя дори да съблазни осиновената си дъщеря. Романът има изключително реалистичен сюжет, който се развива много бавно (за това допринася и езика на повествованието – церемониалния език на дамите от висшето общество от тази епоха). Ежедневието на хеянските аристрократи и празна аристократи и упадъчната атмосфера в дворцовия комплекс се предадени с голямо и изящно майсторство.
Въпреки това, за разлика от дон Жуан, Генджи представлява не любовник-погубител, а надежден и верен спътник. Става въпрос за мечтата на всяка жена от хеянския период, когато положението на жените е несигурно и животът им зависи изцяло от мъжете. Възмъжаващият Генджи се грижи за всяка жена, което е подчертано многократно от автора. Абсолютно невероятно по благородство (за епохата) е поведението му към госпожа Мурасаки. Още като момиче, тя е напълно в негова власт, няма друга опора в живота си и не ражда нито едно дете на Генджи – и все пак остава неговата любима жена.
Романът е разделен на три части: младостта на Генджи; зрелите му години – изгнание и завръщане в столицата, слава и смърт; и живота на Каору – осиновения син на Генджи. Романът няма ясния логичен завършек, традиционен за съвременната литература, което кара някои изследователи да го обявят за незавършен. Една от главите (порядъкът на последните четиринадесет глави не е известен с точност) се състои само от име – „Скриване в облаците“, което вероятно символизира смъртта на Генджи. Има две основни хипотези: авторът умишлено оставя само заглавието, защото е твърде тъжно да се говори за смъртта на любимия герой или свитъкът е загубен.
Сюжетът на романа е затворен – ако в младостта си Генджи е прелъстил наложницата на баща си, ставайки родител на възкачилия се на трона принц, то в края на живота си той открива, че любимата му Санно Май му е невярна, и баща на сина ѝ е млад придворен. Този кръговрат съответства на концепцията за кармата, която е характерна за периода Хеян: литературата по това време е силно повлияна от будизма. Изследователите предполагат, въз основа на впечатлението за незавършеност, създадено от отворените сюжетни линии в последната глава, че писането на романа е прекъснато от автора.

## Герои
- По мнение на изследователите, главният персонаж на романа, Генджи, не е историческа личност. Неговият образ е синтезиран, и е възможно само да се правят предположения за това, каква част от личността му е заимствана от една или друга реална историческа фигура. Сред възможнните прототипи на принца са Минамото Такаакира (914 – 982), син на императора Дайго, Аривару Нарихира, Тайру Садафуми, Сугавару Митидзане, принц Ацухиру.[1]
- Госпожа Кирицубо – майката на Генджи и любима на император Кирицубо, дамата е в неравностойно положение в двора, защото ѝ липсва родителска подкрепа. Неният баща, един от Великите съветници, вече е мъртъв към началото на разказа, а майка ѝ не може да ѝ окаже политическа подкрепа.
- Император Кирицубо – бащата на Генджи, който въпреки голямата социална пропаст между него и госпожа Кирицубо, поддържа непоколебимата си привързаност към нея, трагично излагайки я на ревността на другите си съпруги.
- Сузаки – син на император Кирицубо от дамата Кокиден, полубрат на Генджи и внук на могъщия Десен министър. Той е посочен за наследник, макар че император Кирицубо лично би предпочел Генджи.
- Госпожа Кокиден – съпруга на император Кирицубо с по-висок ранг (nyōgo) от лейди Кирицубо (kōi), дъщеря на могъщия Десен министър. Горчиво ревнува от любовта на императора към Кирицубо, и след като нейната съперница умира, враждебността ѝ се прехвърля към сина ѝ, Генджи.
- Госпожа Фуджицубо – дъщеря на предишен император и по този начин императорска принцеса, Фуджицубо дапочва да служи на император Кирицубо на шестнайсетгодишна възраст, главно поради приликата с починалата госпожа Кирицубо.
- Йомиоби – Тя е придворна дама на служба при Фуджицубо и съучастник на Генджи. Основната ѝ роля в повествованието е да улесни достъпа на Генджи до Фуджицубо – нещо, което води до раждането на бъдещия император Рейзей. Освен това тя действа като посредник в писмения обмен между двамата. (Появява се в глави 5 – 12)
- Ляв министър – Тъст на Генджи, баща на Аои и То но Чужо, ролята му е да поддържа перфектен политически баланс в двора на император Кирицубо, като се противопоставя на влиянието, упражнявано от Десния министър. Той е натоварен със съдбата на Генджи и става негов защитник в ранните му години. След смъртта на императора Кирицубо обаче, министърът изпада в неблагоприятно положение и в крайна сметка се оттегля от публична дейност. Основната му съпруга е принцеса Омия, майка на Аои и То но Чужо.
- Десен министър – Баща на дамата Кокиден и по този начин тъст на император Кирицубо, Десният министър играе роля, подобна на историческата позиция на лидерите на клана Фудживара. Подобно на тях, министърът жени дъщеря си за императора, внукът му е назначен за наследник и той де факто управлява след абдикацията.
- То но Чужо – Син на Левия министър и брат на Аои, той става приятел на Генджи и негов съперник в любовта по време на юношеството и младостта на принца. Тяхното приятелство остава сравнително хармонично през първите дванадесет глави на романа.
- Госпожа Аои – Дъщеря на Левия министър (сестра на То но Чужо) и първа съпруга на Генджи, тя се жени за него, когато е на шестнадесет години, а той – на дванадесет. Горда и отдалечена от съпруга си, Аои непрекъснато осъзнава възрастовата разлика между тях и е силно наранена от неговото женкарство.
- Управителят на Кии – Един от привържениците на Генджи, той е син на заместника Иьо и доведен син на Уцусеми. По-късно става губернатор на Кавачи. (участва в повествованието в глави 2 и 16)
- Заместник Иьо – Той е бащата на губернатора на Кии и съпруг на Уцусеми. По-късно става заместник-губернатор на Хитачи. (участва в повествованието в 2, 4 и 16)
- Уцусеми – Тя е съпруга на заместник Иьо и мащеха на губернатора на Кии. Привлича вниманието на Генджи, но устоява на ухажването му, въпреки многократните му опити да я спечели. Въпреки че тя не се превръща в централен герой в романа, Уцусеми е запомнящ се образ като първата жена, която Генджи ухажва в романа и на чието ухажване читателите всъщност са свидетели и също така, може би, като първата, която му устоява (в глави 2, 3 и 4; Героинята влиза отново в повествованието в глава 16 и е спомената отново в глава 23)
- Чуджо – Тя е слугиня при Уцусеми. Нейното име буквално означава „капитан“. Генджи е капитан на дворцовата стража по време на срещата си с Уцусеми, така че има възможност да се прокрадне в покоите на дамите, като се възползва от объркването между името на Чуджо и неговия ранг. (Уцусеми призовава Чуджо и Генджи се преструва, че неправилно е изтълкувал думите ѝ).
- Коджими – брат на Уцусеми и 12 или 13-годишен по времето на разказа в главата „Хахакиги“. Генджи е доволен от момчето и го използва като посредник в кореспонденцията си с Уцусеми и Нокиба но Оджи по-късно.
- Нокиба но Оджи – дъщеря на заместник Иьо и сестра на управителя на Кии, с други думи, дъщеря на Уцусеми. Тя има краткотрайно присъствие в историята и само накратко заема централно място в трета глава.

## Място на действието
- 1 – Врата на тържествуващата справедливост (Югимон)
- 2 – Врата на скритата светлина (Имеймон)
- 3 – Врата на доблестната добродетел (Бутокумон)
- 4 – Покои на внезапните аромати (Сихося), дом на придворните дами
- 5 – Покои на застиналите цветове (Гьокася), дом на придворните дами
- 6 – слива
- 7 – Покои на летящите аромати (Хигьося), дом на императрицата и наложниците
- 8 – глициния
- 9 – Дворец на идващата прохлада (Корьоден), дом на наложниците от висш ранг
- 10 – Врата на увенчания покой (Кианмон)
- 11 – Дворец на изкачването към цветовете (Токаден), дом на императрицата и най-близките наложници
- 12 – Дворец на щедрите награди (Кокиден), дом на най-влиятелните наложници
- 13 – Дворец на чистата прохлада (Сейрьоден), дом на императора
- 14 – Архивен дворец (Кьосьоден), императорски архив
- 15 – Дворец на спокойното щастие (Ампукуден), дом на лекарите
- 16 – Врата на вечния покой (Еямон)
- 17 – Врата на тайнствения блясък (Генкимон)
- 18 – Дворец на съзерцанието на истинската чистота (Дзьоганден), дом за чиновници
- 19 – Дворец на вечния покой (Дзьонейден), дом за императрицата и най-добрите наложници
- 20 – Дворец на даряващите аромати (Дзьокьоден), място за пиршества, турнири и музика
- 21 – Дворец на добродетелната старост (Дзидзюден), място за пиршества, съревнования по сумо
- 22 – Сисинден (Дворец на пурпурните покои), главно здание на дворцовия комплекс
- 23 – горчив портокал
- 24 – вишна
- 25 – Врата на даряващата светлина (Сьомеймон)
- 26 – Врата на спокойната радост (Анкимон)
- 27 – Дворец на външния блясък (Сеньоден), дом на наложници
- 28 – Дворец на живописните видове (Рейкейден), дом на императрицата и най-добрите наложници
- 29 – Дворец на рисуваната коприна (Рьокиден), хранилище на прибори и одежди
- 30 – Дворец на благодатната светлина (Гийоден), хранилище на ценности, място за съвещания
- 31 – Дворец на пролетната радост (Сюнкьоден), хранилище на оръжия и амуниции
- 32 – Врата на дългата радост (Тьоракумон)
- 33 – Северни покои на светлите пейзажи
- 34 – Покои на светлите пейзажи (Сигейса), дом на не толкова влиятелните наложници
- 35 – Северни покои на отразената светлина
- 36 – Покои на отразената светлина (Сьойося), дом на наложници и принца-наследник
- 37 – круша
- 38 – Дворец на топлта светлина (Умейден), хранилище на регалиите на императорската власт
- 39 – Врата на радостната светлина (Кайомон)
- 40 – Врата на появяващата се светлина (Синьомон)
- 41 – Врата на одобрения ред (Енсеймон)

## Авторство
Дебатът за това каква част от „Сказание за Генджи“ е написана от Мурасаки Шикибу продължава векове наред и няма изгледи да бъде разрешен в близкото бъдеще, освен ако не бъдат открити неоспорими писмени доказателства потвърждаващи или отхвърлящи нейното участие. Приема се, че романът е завършен в познатата си форма през 1021 г., когато авторката на Дневника на Сарашина вписва в дневника си вълнението от полученото копие от „Сказание за Генджи“. Тя споделя, че трудът съдържа над 50 глави и споменава за герой, който се появява едва към края. Това подсказва, че дори и някой друг да е работил върху романа, то по-голямата част вече е била написана, когато госпожа Ширакана я е получила. В личния дневник на Шикибу романът е споменат, а Мурасаки е и името на героиня от книгата. Статията в дневника на Мурасаки потвърждава, че към 1008 г. по-голямата част от романа (може би дори целия) е вече написана.
Според Акико Йосано (与謝野 晶子), първата превела „Сказание за Генджи“ на съвременен японски, Мурасаки Шикибу е авторка на всички глави от 1 до 33, а останалите са написани от дъщеря ѝ Дайни но Санми. Някои изследователи на романа изразяват съмнение в авторството на глави 42,43 и 44 и най-вече 44, която съдържа изключително голям брой разминавания в последователността на наратива.

## Структура
Традиционно романът се дели на три части, първите две са посветени на живота на Генджи, а последната разказва живота на двама значими наследници на рода му, Ниоу и Каору. Има няколко кратки преходни глави, които в повечето случаи се групират отделно и тяхното авторство е оспорвано.
1. Възход и падение на Генджи:
  1. Младежки години, глави 1 – 33: любов, романс и изгнание
  2. Успех и разочарование, глави 34 – 41: Вкусът на властта и смъртта на обичната му съпруга
2. Преходни глави (42 – 44): Кратко описание на развоя на събитията след смъртта на Генджи
3. Уджи, глави 45 – 54: тайните официални наследници на Генджи Ниоу и Каору

Последната 54 глава „Плаващия мост на сънищата“ се счита от някои изследователи на „Сказание за Генджи“ за независима от Уджи глава, защото тя не отговаря на стила на именуване на всички останали глави в романа.

### Глави
| Глава | Японски | Произношение   | На български                      |
| ----- | ------- | -------------- | --------------------------------- |
| 1     | 桐壺    | Кирицубо       | Павилион Пауловния                |
| 2     | 帚木    | Хахакиги       | Метличина                         |
| 3     | 空蝉    | Уцусеми        | Цикадена обвивка                  |
| 4     | 夕顔    | Югао           | Вечерни лица                      |
| 5     | 若紫    | Уакамурасаки   | Младия Мурасаки/Лавандула         |
| 6     | 末摘花  | Суецумихана    | Шафранка                          |
| 7     | 紅葉賀  | Момиджи но га  | Под есенните листа                |
| 8     | 花宴    | Хана но ен     | Празник на цветята                |
| 9     | 葵      | Аой            | Сплетени сърца                    |
| 10    | 榊      | Сакаки         | Свещено дърво                     |
| 11    | 花散里  | Хана чиро сато | Разпръснати цветя                 |
| 12    | 須磨    | Сума           | Сума                              |
| 13    | 明石    | Акаши          | Акаши                             |
| 14    | 澪標    | Миотосукуши    | Поклонение до Сумиоши             |
| 15    | 蓬生    | Йомогуй        | Купчина пелин                     |
| 16    | 関屋    | Секия          | При прохода                       |
| 17    | 絵合    | Е Ауасе        | Конкурс за рисунки                |
| 18    | 松風    | Мацукадзе      | Вятър в боровете                  |
| 19    | 薄雲    | Усугумо        | Облачни снопове                   |
| 20    | 朝顔    | Асагао         | Див зюмбюл                        |
| 21    | 乙女    | Отоме          | Девойка                           |
| 22    | 玉鬘    | Тамакадзура    | Филизов венец                     |
| 23    | 初音    | Хацуне         | Първа песен на шаварчето          |
| 24    | 胡蝶    | Кочо           | Пеперуди                          |
| 25    | 螢      | Хотару         | Светулки                          |
| 26    | 常夏    | Токонацу       | Топлината на лятото               |
| 27    | 篝火    | Кагариби       | Факели                            |
| 28    | 野分    | Ноуаки         | Тайфун                            |
| 29    | 行幸    | Миюки          | Имперска разходка                 |
| 30    | 藤袴    | Фуджибакама    | Лилави панталони                  |
| 31    | 真木柱  | Макибашира     | Красива колона                    |
| 32    | 梅枝    | Муме га е      | Клон от сливово дърво             |
| 33    | 藤裏葉  | Фуджи но ураба | Листа на глициния                 |
| 34    | 若菜上  | Уакана джо     | Разпукването на пролетта, I част  |
| 3     | 若菜下  | Уакана ге      | Разпукването на пролетта, II част |
| 36    | 柏木    | Кашиуаги       | Дъбово дърво                      |
| 37    | 横笛    | Йокобуе        | Флейта                            |
| 38    | 鈴虫    | Судзумуши      | Японски щурец (судзумуши)         |
| 39    | 夕霧    | Югири          | Вечерна мъгла                     |
| 40    | 御法    | Минори         | Закон / Обреди                    |
| 41    | 幻      | Мабороши       | Гадател                           |
| X     | 雲隠    | Кумогакуре     | Изчезнал в облаците               |
| 42    | 匂宮    | Нио мия        | Напарфюмирания принц              |
| 43    | 紅梅    | Кобай          | Слива                             |
| 44    | 竹河    | Такекауа       | Река от бамбук                    |
| 45    | 橋姫    | Хашихиме       | Дамата от моста                   |
| 46    | 椎本    | Ши га мото     | Под дъба                          |
| 47    | 総角    | Агемаки        | Трилистни възли                   |
| 48    | 早蕨    | Сауараби       | Разлистване на орловата папрат    |
| 49    | 宿木    | Ядориги        | Бръшлян                           |
| 50    | 東屋    | Адзумая        | Източна колиба                    |
| 51    | 浮舟    | Укифуне        | Плаваща лодка                     |
| 52    | 蜻蛉    | Кагеро         | Еднодневка                        |
| 53    | 手習    | Тенарай        | Упражнение по писане              |
| 54    | 夢浮橋  | Юме но укихаши | Плаващия мост на сънищата         |

Допълнителната глава между 41 и 42 в някои ръкописи фигурура под името 雲隠 (Kumogakure), което означава „Изчезнал в облаците“. Тази глава се състои само от това заглавие и се предполага, че служи, за да оповести смъртта на Генджи. Според някои учени мебду 1 и 2 глава би трябвало да има още една глава, безследно изгубена, която да представя на читателя част от образите, които в наратива се появяват изневиделица.
Автори, които са допълвали романа са добавяли своите трудове основно между 41 и 42 глава или след официалния завършек.

## Език
Творбата е била създадена с идеята да се чете за развлечение в японския имперски двор и изправя съвременния читател пред доста трудности при разбирането ѝ. Езикът, който Мурасаки използва, е японски от периода Хеян, който съществено се различава от съвременния японски език. Именуването на персонажи се считало за невъзпитано и затова авторката използва за мъжете техните чинове или социални статуси, а за жените цветове на облеклото или социален статус. Поради това за един и същи персонаж са използвани различни имена, което внася допълнително объркване.
Друг аспект на използвания език е широкото използване на поезия в разговорите. Модифицирането или перефразирането на класическа поема според съответната ситуация била широко разпространена практика в дворцовия живот от периода Хеян и често се използвала за предаването на мисли, които другояче не биха били изречени. Повечето поеми в „Сказание за Генджи“ са в класическата форма танка (短歌; къса поема). Много от поемите са били добре познати сред аристокрацията от онова време и в повечето случаи в романа са дадени само първите редове, с ясната идея, че читателите сами ще я довършат.
Като повечето литература от периода Хеян писана от жени „Сказание за Генджи“ е написана основно (най-вероятно дори изцяло) на кана (японска сричкова писменост). По това време се считало, че писането с китайски йероглифи било основно мъжко занимание, а жените предпочитали да се задоволяват с писането на японски и използването на японски думи. С изключение на думите за политика и религия „Сказание за Генджи“ съдържа изключително малко китайски думи. Това внася известно объркване за читатели с познания само по съвременен японски, защото част от чисто японските думи в романа имат повече от едно значение и контекстът понякога не позволява да се определи кое точно се има предвид.
Поради сложността на японския от периода Хеян четенето на романа в оригинал изисква задълбочени познания по използвания по това време език. Поради тази причина съществуват редица осъвременени версии на японски, които въпреки усилията не успяват напълно да запазят всички оригинални значения и също така дават имена на героите, което е в разрез с оригиналния текст. Редица японисти и писатели са се опитали да преведат „Сказание за Генджи“. Първата осъвременена версия е на поета Йосано Акико. Другите известни осъвременени версии са на Джуничиро Танидзаки и Фумико Енчи. Поради голямата времева разлика, а и съществени културни различия повечето издания на романа съдържат обяснения както за японски читатели, така и за чужденци. В повечето японски училища при изучаването на „Сказание за Генджи“ се четат отрязъци от произведението в оригинал, но в повечето случаи за пълното му разбиране се използва осъвременената му версия.

## Ръкописи
Оригиналният ръкопис на Мурасаки Шикибу отдавна не съществува. Съществуват около 300 преписни копия на оригинала, които се различават едно от друго. Предполага се, че самата Шикибу е нанасяла корекции в някои от преписните ръкописи, което е довело до постепенното навлизане на промени в текста.
Различните ръкописи се групират в три категории:
- Kawachibon (河内本)
- Aobyōshibon (青表紙本)
- Beppon (別本)

През 13 век, независимо един от друг Минамото но Чикаюки и Фудживара Тейки се опитват да отстранят разликите в различните ръкописи. Версията на Чикаюки се нарича Кауачибон и редакциите са нанасяни в периода 1236 – 1255. Версията на Тейки се нарича Аобьошибон и редакциите в нея се стремят да се придържат максимално близко до оригинала. Тези две версии са основата за множество преписани и впоследствие препечатани копия.
В категорията Бепон влизат всички останали ръкописи, които не са на Чикаюки или Теки. В нея са включени и по-стари, но непълни версии; смесици между Аобьошибон и Кауачибон; или ръкописи с коментари от редакторите. През последните години са открити няколко ръкописа, които се различават от всички познати ръкописи на романа и според изследователи някой от тях може и да се окаже достоверен препис на оригинала на Шикибу.
Една от най-известните ръкописни версии на романа е свитъка „源氏物語絵巻“ (Генджи Моногатари Емаки). Този ръкопис е най-ранният запазен екземпляр от типичните японски изрисувани свитъци, който представляват смесица между изобразително изкуство и калиграфия. Предполага се, че оригиналният свитък се е състоял от някъде между 10 и 20 части и е включвал всичките 54 глави. Запазеното копие съдържа 19 илюстрации и 65 страници текст, както и 9 страници оцелели фрагменти, и представлява около 15% от оригинала. Свитъците се считат за Национално богатсво. Състоянието им не позволява да бъдат изложени трайно за публично достояние, но от 2001 всеки ноември месец свитъците се излагат за около една седмица в Музея за изкуствата Токугава в Нагоя. Друга известна илюстравана версия е изрисувана от Тоса Мицуоки (1617 – 1691), който като цяло се е придържал към стила от периода Хеян. Всички негови рисунки са запазени и са използвани в повечето копия на романа от периода Едо.

## Възприемане и наследство
„Сказание за Генджи“ е важна творба на японската литература, и съвременните автори често я цитират като вдъхновение, например Хорхе Луис Борхес, който казва: „Сказание за Генджи“, по начина, преведен от Артър Уейли, е написан с простота и това, което ни интересува, не е екзотичността – ужасна дума, а по-скоро човешките страсти в романа. Такъв интерес е прост: творбата на Мурасаки е нещо, което бихме нарекли съвсем точно психологически роман... Осмелявам се да препоръчам тази книга на онези, които ме четат. Английският превод, който вдъхнови тази кратка и недостатъчна бележка, е озаглавен The Tale of Genji.“. Романът е отбелязван заради вътрешната си последователност, начина на психологическо изобразяване и характеризиране. Писателят Ясунари Кавабата заявява в благодарствената си реч при получаване на Нобелова награда: „Сказание за Генджи“ е най-високия връх на японската литература. И до ден днешен няма литература, която да се сравни с него.".
„Сказание за Генджи“ също често е наричан „първият роман“, макар че има значителен дебат относно това – част от дебата дори е за това дали „Генджи“ може да се смята за „роман“. Някои смятат, че психологическата дълбочина, сложност и единство на произведението го квалифицират като „роман“, докато в същото време отричат по-ранни подобни литературни произведения. Други виждат тези аргументи като субективни и неубедителни.
Свързани определения (може би в опит да се избегнат тези дебати) са, че „Сказание за Генджи“ е първият „психологически“ или „исторически роман“, „първият роман, който е все още смятан за един от класическите романи“ и други подобни класификации. Все пак, критиците почти винаги описват „Сказание за Генджи“ като най-старият, първият и/ или най-значимия роман в японската литература, макар че ентусиазираните поддръжници по-късно пренебрегват категорията „в японската литература“, което води до последващи дебати за мястото на книгата в световната литература. Дори и в Япония, „Сказание за Генджи“ не е еднозначно приеман – по-малко известната творба Очикубо Моногатари е предлагана като „първия завършен роман в света“, въпреки че неговият автор не е известен. Въпреки дебатите, „Сказание за Генджи“ се радва на голямо уважение сред литературните произведения и влиянието му върху японската литература е сравнявано с това на Аркадия Филип Сидни] в английската литература.
Романът, както и други творби на дамата Мурасаки, е основен материал за четене в учебните планове на японските училища. Японската централна банка отпечатва банкнота от 2000 йени в нейната чест, с участието на сцена от романа, взета от илюстрирания ръкопис от 12 век.

## Преводи
Романът е преведен на редица европейски езици. На руски език произведението е преведено през 1993 г. от Татяна Соколова-Делюсина. На английски романът е преведен пет пъти:
1. Суемацу Кентьо (1882 г.)[10],
2. Артур Уейли (1926 – 1933)[11],
3. Едуард Сайденстикър (1976)[12],
4. Хелън Маккълоу (1994, откъси)[13],
5. Роял Тейлър (2001)[14].

На чешки език произведението е преведено от Карел Фиала.(на чешки: „Příběh prince Gendžiho“)

## Екранизации
- „Сказание за Генджи“ (1951), режисьор Кодзабуро Йосимура
- Ново сказание за Генджи (1961), режисьор Кадзуо Мори
- „Сказание за Генджи“ (1966), режисьор Кон Итикава
- „Сказание за Генджи“ (1987), аниме, режисьор Гисабуро Сугии. Филмът не показва цялата история, а обхваща първите 12 глави.
- Genji Monogatari Sennenki (2009), (аниме-сериал по мотиви на произведението, на режисьора Осаму Дедзаки.
- „Сказание за Генджи“ (2011), режисьор Ясуо Цурухаси

Опера
- По мотиви на „Сказание за Генджи“ е написана опера, съчинена през 1999 г. от композитора Мики Минору и изпълнена за прълви път през следващата година в оперния театър на Сент Луиса. Либретото на английски език е написано от Колин Греъм и после преведено на японски език.